# 치도지 아와지엠
치도지 콜린스 아와지엠(영어: Chidozie Collins Awaziem, 1997년 1월 1일 ~ )은 나이지리아의 프로 축구 선수로, 현재 리그 1 클럽 낭트의 센터백이다.

## 구단 경력

### 포르투
나이지리아 에누구에서 태어난 아와지엠은 2014년 포르투갈에서 포르투로 입단하여 주니어 시절 마지막 1년을 보내며 해당 리그 우승을 차지했다. 그의 시니어 데뷔는 리가 포르투갈 2의 B팀에서 이루어졌다.
2016년 1월 27일, 아와지엠은 0-2로 패한 타사 다 리가의 CD 페이렌스와의 원정 경기에서 90분을 소화하며 주전 선수들과 첫 경기를 치렀다. 그의 첫 프리메이라리가 경기는 2월 12일에 열렸는데, 그는 2-1로 이긴 SL 벤피카와의 경기에서 수비진의 부상 위기로 선발로 출전했다.
아와지엠은 2017-18년 시즌에 프랑스의 클럽 낭트로 임대되었다. 리그 1에서의 첫 경기는 2017년 8월 6일에 3-0으로 패한 릴 OSC와의 원정 경기에서 74분에 교체 투입되었다.
2019년 1월, 아와지엠은 차이쿠르 리제스포르에 임대되어 시즌이 끝날 때까지 임대되었고, 같은 상황에서 8월 15일 CD 레가네스로 이적했다.

### 보아비스타
아와지엠은 2020-21년 시즌을 앞두고 포르투갈의 보아비스타 FC와 임시 계약을 체결하였고, 2021년 6월 30일, 영구 4년 계약을 체결하였다. 그 해 9월 8일 튀르키예의 쉬페르리그로 복귀하여 알라니아스포르로 임대되었다.
2022년 8월 1일, 아와지엠은 HNK 하이두크 스플리트로 임대되었고, 시즌 종료 후 영구 이적할 수 있는 옵션을 얻었다.

### FC 신시내티
아와지엠은 2024년 7월 25일, 2027년까지 연장 가능성이 있는 2년 계약으로 메이저 리그 사커 팀 FC 신시내티에 합류했다. 그는 TQL 스타디움에서 머무는 동안 총 14경기에 출전하여 3개의 어시스트를 기록했다.

### 콜로라도 래피즈
2024년 12월 9일, 아와지엠은 콜로라도 래피즈와 2027년 시즌 종료까지 연장 가능한 1년 계약을 체결했다.

### 낭트
2025년 7월 23일, 아와지엠은 리그 1의 낭트와 3년 계약을 체결했다.

## 국가대표팀 경력
19세의 나이로 아와지엠은 2016년 5월 27일과 31일에 열린 말리와 룩셈부르크와의 친선 경기를 위해 나이지리아에 소집되었다. 그는 2017년 6월 1일 파리에서 열린 토고와의 또 다른 시범 경기에서 3-0 승리를 시작으로 성인 무대 데뷔 전을 치렀다.
아와지엠은 러시아의 2018년 FIFA 월드컵에 출전한 게르노트 로어의 23인 명단에 포함되어 대회가 조별 리그에서 탈락함에 따라 미사용 선수였다. 그는 또한 2019년과 2021년 아프리카 네이션스컵에 선발되었다.